# Тезийё
Тезийё (фр. Thézillieu) — коммуна во Франции, находится в регионе Рона — Альпы. Департамент — Эн. Входит в состав кантона Отвиль-Лонес. Округ коммуны — Белле.
Код INSEE коммуны — 01417.

## География

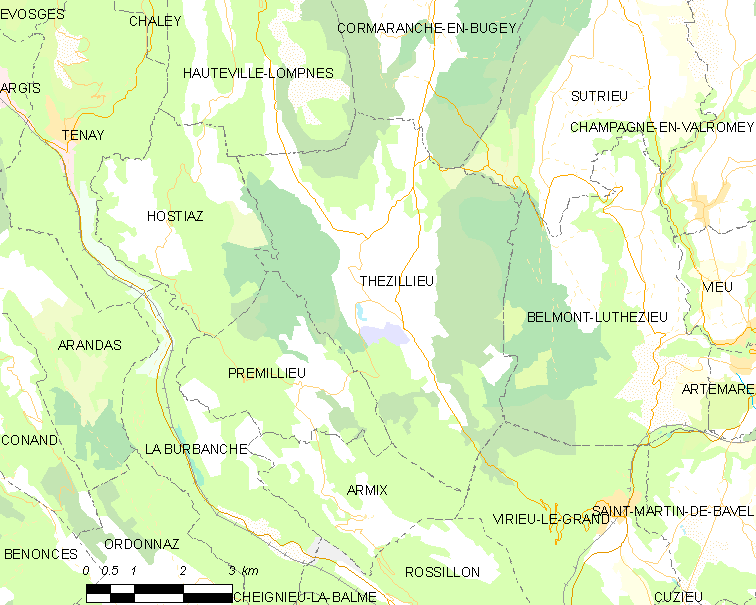
Карта коммуны

Коммуна расположена приблизительно в 410 км к юго-востоку от Парижа, в 65 км восточнее Лиона, в 45 км к юго-востоку от Бурк-ан-Бреса.
Более половины площади коммуны покрыто лесами  (в основном сосна, ель и бук).

## Климат
Климат полуконтинентальный с холодной зимой и тёплым летом. Дожди бывают нечасто, в основном летом.

## Население
Население коммуны на 2010 год составляло 324 человека.
| 1962 | 1968 | 1975 | 1982 | 1990 | 1999 | 2010 |
| ---- | ---- | ---- | ---- | ---- | ---- | ---- |
| 325  | 296  | 254  | 278  | 297  | 300  | 324  |

## Администрация
| Период | Период | Фамилия      | Партия | Примечания |
| ------ | ------ | ------------ | ------ | ---------- |
| 1995   | 2008   | Андре Боррон |        |            |
| 2008   | 2020   | Франк Стеар  |        |            |

## Экономика
В 2010 году среди 192 человек трудоспособного возраста (15—64 лет) 146 были экономически активными, 46 — неактивными (показатель активности — 76,0 %, в 1999 году было 70,4 %). Из 146 активных жителей работали 139 человек (79 мужчин и 60 женщин), безработных было 7 (3 мужчин и 4 женщины). Среди 46 неактивных 11 человек были учениками или студентами, 22 — пенсионерами, 13 были неактивными по другим причинам.

## Достопримечательности
- Аббатство Св. Сульпиция (XII век). Исторический памятник с 1994 года.[4]